# 加吉克·阿魯秋尼揚
加吉克·加魯什·阿魯秋尼揚（1948年3月23日—）亞美尼亞政治家和法學家，1996年至2018年擔任亞美尼亞憲法法院院長。1991年11月22日至1992年7月30日擔任亞美尼亞總理。

## 经历
- 1965年－1970年：埃里温国立大学经济系。
- 1970年－1973 年：就读于埃里温国立大学研究生院。
- 1973年－1982年：埃里温国立大学任教，后任埃里温国民经济学院（俄语：Армянский государственный экономический университет）高级教师、助理教授。
- 1977年－1978年：贝尔格莱德大学完成科学实习。
- 1982年－1987年：亚美尼亚共产党央委员会中任经济讲师。
- 1987年－1990年：亚美尼亚共产党中央委员会社会经济部部长。
- 1990年：选举进入亚美尼亚苏维埃社会主义共和国最高委员会，成为最高委员会副主席。
- 1991年：曾任亚美尼亚副总统，同时1991年11月至1992年7月，任亚美尼亚总理。
- 1996年2月：他被任命为亚美尼亚宪法法院院长。亚美尼亚宪法中心理事会主席。
- 1997年10月：年轻民主国家宪法控制机构常设会议协调员和国际期刊“宪法正义”编辑委员会主席。
- 1997年12月：国际信息化研究院正式成员。
- 1997年以来：欧洲委员会“通过法律实现民主”欧洲委员会成员。
- 1998年4月23日：亚美尼亚总统颁布法令授予法官的最高资格等级。
- 1998年11月：国际宪法协会成员。
- 1999年3月：通过博士论文“国家权力体系中的宪法法院（比较分析）”。法学博士，教授。着有 120 多部科学著作，致力于研究区域发展、公共行政、社会民主化、宪法和宪法正义等问题。
- 2009年2月－2008 年：“独立国家联合体”类别中最高法律奖“Themis”的获得者。 被授予提格兰大帝勋章[2]

## 外部連結
- The President of the Constitutional Court （页面存档备份，存于）